# Золотий кубок КОНКАКАФ 2005 (кваліфікація)
У фінальній стадії Золотого кубку КОНКАКАФ мали зіграти 12 команд, які були визначені таким шляхом:
- Представники північноамериканської зони ( США,  Канада і  Мексика) отримали путівки у фінальний турнір автоматично.
- Дві путівки отримували гості ( Колумбія і  ПАР).
- Три путівки виділялося чемпіону і призерам Карибського кубка 2005 року ( Ямайка,  Куба і  Тринідад і Тобаго).
- Чотири путівки виділялося півфіналістам Кубка націй Центральної Америки 2005 ( Коста-Рика,  Гондурас,  Гватемала і  Панама).

## Карибська зона
| Команда           | М | В | Н | П | ГЗ | ГП | О |
| ----------------- | - | - | - | - | -- | -- | - |
| Ямайка            | 3 | 3 | 0 | 0 | 4  | 1  | 9 |
| Куба              | 3 | 2 | 0 | 1 | 5  | 2  | 6 |
| Тринідад і Тобаго | 3 | 1 | 0 | 2 | 5  | 6  | 3 |
| Барбадос          | 3 | 0 | 0 | 3 | 2  | 7  | 0 |

## Центральноамериканська зона
| Поз | Команда   | І | В | Н | П | МЗ | МП | РМ | О |                                    |
| --- | --------- | - | - | - | - | -- | -- | -- | - | ---------------------------------- |
| 1   | Гондурас  | 3 | 2 | 1 | 0 | 10 | 2  | +8 | 7 | Кваліфікувались у фінальний турнір |
| 2   | Гватемала | 3 | 2 | 1 | 0 | 7  | 1  | +6 | 7 | Кваліфікувались у фінальний турнір |
| 3   | Нікарагуа | 3 | 1 | 0 | 2 | 2  | 9  | −7 | 3 |                                    |
| 4   | Беліз     | 3 | 0 | 0 | 3 | 0  | 7  | −7 | 0 |                                    |

| Поз | Команда    | І | В | Н | П | МЗ | МП | РМ | О |                                    |
| --- | ---------- | - | - | - | - | -- | -- | -- | - | ---------------------------------- |
| 1   | Коста-Рика | 2 | 2 | 0 | 0 | 3  | 1  | +2 | 6 | Кваліфікувались у фінальний турнір |
| 2   | Панама     | 2 | 1 | 0 | 1 | 1  | 1  | 0  | 3 | Кваліфікувались у фінальний турнір |
| 3   | Сальвадор  | 2 | 0 | 0 | 2 | 1  | 3  | −2 | 0 |                                    |